# Pinduoduo
Pinduoduo (mandarin : 拼多多, pinyin : Pīnduōduō) est une entreprise chinoise de commerce en ligne fondée en 2015 et spécialisée dans la vente en ligne à bas prix via un système d'achats groupés. La société propose ses services principalement à travers deux plateformes : Pinduoduo, centrée sur le marché chinois, et Temu, lancée en 2022 pour les marchés internationaux. Cotée au NASDAQ sous le nom PDD Holdings, l'entreprise est l'un des principaux acteurs du commerce en ligne en Chine, en particulier dans les zones rurales, où elle met en relation agriculteurs et consommateurs. Le modèle commercial de Pinduoduo repose sur des prix bas, l'utilisation des réseaux sociaux pour les achats, et une intégration dans la logistique agricole.
Fondée par Colin Huang (en), un ancien ingénieur de Google, la plateforme a enregistré une croissance de son nombre de ses utilisateurs, en particulier parmi les consommateurs à revenus modestes dans les villes de second et troisième rang (en). En 2022, la maison mère a lancé Temu, une application destinée aux marchés étrangers, qui est en concurrence avec Amazon, Shein et AliExpress. L'expansion de Temu a suscité des réactions dans plusieurs pays occidentaux, notamment aux États-Unis et en Europe, où des mesures réglementaires et politiques ont été prises pour encadrer, voire freiner, ses activités, invoquant des préoccupations en matière de sécurité des données, de vente de produits contrefaits et de qualité inférieure, ainsi que de respect des normes de travail.

## Histoire

### Fondation et concept (2015-2017)
Pinduoduo est fondée en septembre 2015 à Shanghai par Colin Huang (en) (黄峥), ancien employé de Google. Avant de créer cette plateforme, il avait acquis de l'expérience dans le secteur technologique, ayant notamment travaillé comme ingénieur chez Google de 2004 à 2007, puis fondé plusieurs start-ups dont le site d'e-commerce Oku (Ouku.com) qu'il a vendu pour 2,2 millions de dollars en 2010.
Le modèle économique de Pinduoduo repose sur l'achat groupé (团购, tuángòu). Les vendeurs proposent deux prix : un pour un achat individuel et un prix réduit pour un achat en groupe. Un utilisateur peut soit créer un groupe d'achat, soit en rejoindre un existant. Pour compléter l'achat, l'utilisateur a 24 heures pour recruter d'autres participants, souvent via des plateformes sociales comme WeChat. Ce système encourage l'engagement social (en) et le bouche-à-oreille. Il permet aux acheteurs d'obtenir des prix plus bas et a favorisé le développement rapide de Pinduoduo. La stratégie de ciblage de Pinduoduo se concentre initialement sur les consommateurs à revenus plus modestes des villes de second et troisième rang (en), ainsi que des zones rurales chinoises. Colin Huang a illustré cette stratégie de ciblage en déclarant, selon une citation reprise : « Ceux qui vivent à l'intérieur du cinquième périphérique (en) de Pékin ne comprendront probablement jamais le modèle économique de Pinduoduo ».
En 2017, le volume brut de marchandises (en) (GMV) de Pinduoduo s'est élevé à 141,2 milliards de yuans selon ses déclarations. Au contraire de l'interface de Taobao d'Alibaba, basée sur la recherche et centrée sur la présentation de plusieurs produits, celle de Pinduoduo s'apparente davantage à un fil d'actualité, ce qui favorise potentiellement l'exposition des produits et la création d'articles viraux (爆款, baokuan).

### Introduction en bourse et progression (2018-2020)
Le 26 juillet 2018, Pinduoduo procède à l'une des introductions en bourse les plus importantes pour une entreprise chinoise cette année-là en s'introduisant sur le NASDAQ sous le nom PDD Holdings et le symbole PDD. L'entreprise émet 85,6 millions d'American Depositary Shares (ADS) au prix de 19 dollars par action, levant ainsi 1,6 milliard de dollars, avec une capitalisation boursière initiale de 24 milliards de dollars. Au premier jour de cotation, l'action a clôturé à 40,5 % au-dessus de son prix d'émission initial.
Lors de cette introduction en bourse, une cérémonie d'ouverture est organisée simultanément à Shanghai et New York, ce qui constitue une première pour le NASDAQ  qui envoie le bell button (bouton utilisé pour actionner les cloches d'ouverture et de fermeture des marchés) à Shanghai. Cette opération place Pinduoduo parmi les principales introductions en bourse chinoises cotées aux États-Unis en 2018, avec Crédit suisse, Goldman Sachs (Asia), CICC et China Renaissance (en) comme principaux banquiers arrangeurs.
En même temps que son introduction en bourse, Pinduoduo a continué d'enregistrer une progression du nombre d'utilisateurs actifs. En juillet 2018, la plateforme revendique 195 millions d'utilisateurs mensuels actifs. Cette croissance a contribué à faire de Pinduoduo un acteur important sur le marché chinois du commerce électronique, traditionnellement dominé par Alibaba et JD.com. En 2019, Pinduoduo lance un programme intitulé « Subventions de 10 milliards » (十亿补贴, shí yì bǔtiē) qui offre des subventions directes aux marchands, vise selon l'entreprise à améliorer son image de marque, alors que la plateforme est fréquemment critiquée pour la vente de produits de faible qualité et contrefaits. Pinduoduo organise depuis 2020 la Smart Agriculture Competition (en) (concours d'agriculture intelligente), une compétition annuelle ayant pour objectif de stimuler l'innovation dans les technologies agricoles de précision et qui récompense des projets basés sur l'utilisation de techniques agricoles innovantes pour cultiver une récolte donnée. 
En août 2020, Pinduoduo lance Duo Duo Maicai (多多买菜), un service de précommande des produits d'épicerie en ligne avec récupération dans des points de collecte locaux le jour suivant, ou livraison à domicile dans un délai de trois à cinq jours. Il est étendu à plus de 100 villes dans 25 provinces et se concentre sur les produits frais et d'épicerie, avec des délais de livraison plus courts que l'application Pinduoduo. En 2022, Duo Duo Maicai teste un service de collecte de colis en partenariat avec de grands transporteurs chinois, notamment China Post, ZTO Express (en) et Yunda Express, offrant une subvention de 3 000 yuans aux commerçants rejoignant la plateforme.

### Expansion mondiale et transformation (2021-2025)
Fin 2020, l'entreprise compte 788 millions d'utilisateurs actifs, ce qui en fait, selon les données rapportées, la plateforme de commerce en ligne chinoise ayant le plus grand nombre d'utilisateurs, devant Alibaba. Durant cette période, l'entreprise enregistre une croissance de ses revenus, passant de 93,9 milliards de yuans en 2021 à 130,6 milliards de yuans (18,9 milliards de dollars américains) en 2022.
En septembre 2022, Pinduoduo ouvre Temu, sa plateforme internationale, d'abord aux États-Unis. Dès la fin de l'année, l'application figure parmi les plus téléchargées aux États-Unis, avec plus de 50 millions d'installations depuis son lancement, un niveau que Shein aurait mis environ trois ans à atteindre selon certaines analyses. Le volume brut de marchandises échangées sur la plateforme serait passé de 3 millions de dollars en septembre 2022 à 387 millions de dollars en mars 2023. En février 2023, Pinduoduo diffuse une campagne publicitaire pour Temu lors du Super Bowl, avant d'ouvrir la plateforme au Canada le même mois. En mars 2023, Temu est lancé en Australie et en Nouvelle-Zélande, puis en avril 2023 dans plusieurs pays européens comme la France, l'Allemagne, l'Italie, les Pays-Bas, l'Espagne et le Royaume-Uni. Temu est en concurrence avec AliExpress. Parallèlement, Amazon a lancé Amazon Haul, un service aux caractéristiques similaires, ce qui est perçu par certains observateurs comme une réponse à la concurrence accrue, notamment de Temu.
En mai 2023, Pinduoduo indique dans un dépôt auprès de la Securities and Exchange Commission (SEC) que son siège social est désormais basé à Dublin en Irlande, en lieu et place de Shanghai. Cette décision est interprétée par plusieurs sources comme une démarche visant à renforcer la crédibilité internationale de Temu et à profiter du régime fiscal irlandais,. Face à la médiatisation de ce transfert, Pinduoduo publie un démenti catégorique. Un porte-parole insiste sur le fait que le siège social reste à Shanghai et que le bureau de Dublin sert uniquement de base légale pour les opérations internationales de Temu, notamment pour se conformer aux réglementations européennes en matière de commerce électronique.
En 2023, le chiffre d'affaires de l'entreprise augmente de 66 % dans un contexte économique difficile en Chine post-pandémie. Au premier trimestre 2024, les performances excèdent nettement les prévisions : le bénéfice net atteint 28 milliards de yuans (3,9 milliards de dollars), en hausse de 246 % par rapport à l'année précédente, et supérieur au double des estimations moyennes des analystes fixées à 12,62 milliards de yuans. Dans le même temps, le chiffre d'affaires trimestriel atteint 86,81 milliards de yuans, soit une augmentation de 131 %. Le chiffre d'affaires annuel total augmente de 59 % en glissement annuel pour atteindre 393,8 milliards de yuans (53,96 milliards de dollars américains).
Fin 2024, Temu est présent dans 86 pays et régions, comme les États-Unis, le Japon, l'Allemagne, le Royaume-Uni, la France, le Canada et l'Italie. Aux États-Unis, Temu détient près de 17 % du marché américain des magasins discount en ligne dès novembre 2023, selon les données de cette période. Cependant, Pinduoduo enregistre une croissance trimestrielle ralentie de 24% de ses revenus au quatrième trimestre 2024, en deçà des attentes du marché, en raison d'une concurrence accrue dans le e-commerce et d'incertitudes réglementaires croissantes pour Temu à l'international,. Les pratiques de l'entreprise consistant à exercer des pressions sur ses fournisseurs pour qu'ils s'alignent sur les offres les moins chères, les exposant potentiellement à vendre à perte, et obligeant ses concurrents à s'adapter de manière similaire, sont également accusées de participer à la déflation que traverse l'économie chinoise, une situation aggravée par les effets des mesures douanières initiées par Donald Trump,.
Pinduoduo annonce en avril 2025 son intention d'allouer plus de 100 milliards de yuans (13,76 milliards de dollars) en capital et en ressources dans son activité de commerce électronique et à destination de ses commerçants.

## Critiques et controverses
Depuis ses débuts, Pinduoduo a été confronté à des accusations concernant la vente de produits contrefaits et de qualité inférieure. En 2019, le Bureau du représentant américain au commerce l'inscrit sur la liste noire des plateformes de premier plan accusées de violations des droits de propriété intellectuelle. Une étude du National Business Daily (en) indique que près de deux tiers des produits sur la plateforme pourraient être des contrefaçons. En réponse à ces accusations, Pinduoduo a pris diverses mesures. En 2018, plus de 10 millions d'articles ont été retirés de sa plateforme pour contrefaçon présumée, tandis que plus de 40 millions de liens vers des produits suspects ont été bloqués. En septembre 2024, de nouvelles règles ont instauré des interdictions permanentes aux vendeurs proposant des « produits contrefaits » ou ne respectant pas les normes de qualité.
Pinduoduo a fait face à des critiques récurrentes concernant les conditions de travail de ses employés, notamment en ce qui concerne la culture du travail « 996 » (9 heures du matin à 9 heures du soir, 6 jours par semaine). En janvier 2021, le décès d'une employée de 22 ans qui s'est effondrée à 1h30 du matin alors qu'elle rentrait du travail à pied avec des collègues après une journée de travail prolongée a conduit une enquête des autorités de Shanghai et ravivé les inquiétudes sur la culture de surmenage dans les entreprises technologiques chinoises. Quelques jours plus tard, un second employé est décédé, ce qui a accru les critiques envers l'entreprise. La controverse a pris de l'ampleur lorsqu'un employé nommé Wang Taixu a publié une vidéo de 15 minutes dénonçant les conditions de travail, en particulier les horaires excessifs. Pinduoduo l'a licencié, affirmant qu'il avait « diffamé » l'entreprise en partageant des informations sur un collègue qui avait été évacué de son poste de travail après s'être plaint de douleurs à l'estomac.
En 2023, Pinduoduo a fait l'objet d'accusations concernant la sécurité des données de ses utilisateurs. Au mois de mars, Google suspend l'application Pinduoduo de son Google Play Store après avoir identifié la présence de logiciels malveillants dans certaines versions de l'application,,. Une enquête détaillée menée par CNN, basée sur des informations fournies par des employés de Pinduoduo, a rapporté que plusieurs experts en cybersécurité avaient identifié la présence de logiciels malveillants exploitant les vulnérabilités des systèmes d'exploitation Android. Ces découvertes ont suscité des préoccupations quant à la possibilité que l'application pourrait être utilisée pour surveiller ses utilisateurs. Dans le contexte géopolitique tendu entre la Chine et les États-Unis, les législateurs américains ont exprimé des inquiétudes concernant le fait que les applications détenues par des entreprises chinoises pourraient être vulnérables aux violations de la confidentialité des données ou aux interférences du gouvernement chinois. Pinduoduo a rejeté ces accusations, déclarant dans un communiqué qu'il « rejette catégoriquement les spéculations et accusations selon lesquelles l'application Pinduoduo serait malveillante, celles-ci étant basées sur une réponse générique et non concluante de Google ». Cette suspension a eu un impact sur la valorisation boursière de l'entreprise, les actions cotées à Hong Kong chutant de 14,2 %.
Face à l'essor des plateformes d'ultra fast fashion comme Temu, l'Europe envisage des mesures de régulation. En France, une loi « visant à réduire l'impact environnemental de l'industrie textile » a été votée pour encadrer ces plateformes, dans un contexte où plusieurs enseignes françaises, telles que Jennyfer ou Naf Naf, font face à des difficultés économiques.